# Céline (Modemarke)
Celine bzw. die Celine S.A. (bis 2018: Céline) ist ein 1945 in Paris gegründetes Modeunternehmen, das international für gehobene Damenmode und Accessoires wie Handtaschen und Schuhe bekannt ist und seit 1994 zu dem französischen Luxusgüter-Konzern LVMH gehört.

## Unternehmensgeschichte
Gegründet wurde das Unternehmen 1945 von Céline Vipiana (* 1920) und deren Ehemann Richard ursprünglich als Geschäft für exklusive Kinderschuhe in Paris. Der Hauptgeschäftsraum befand sich in der Rue de Malte, nahe der Place de la République. Nach kurzer Zeit wurden weitere Filialen eröffnet. 1950 zeichnete Raymond Peynet für die Vipianas ein Logo in Form eines roten Elefantens. 1959 wurde die Produktpalette um Damenschuhe erweitert. Mit eleganten Damen-Mokassins machte sich das kleine Unternehmen einen Namen. 1964 kam Parfüm (Vent Fou, nicht mehr erhältlich) zum Sortiment hinzu, 1966 Lederwaren wie Handtaschen, Handschuhe und Gürtel. Mit dem Eintritt in den japanischen Markt begann die internationale Expansion. 1967 eröffnete die erste Céline-Boutique im Pariser Stadtteil St. Germain des Prés. Prêt-à-porter Mode von Céline gibt es seit 1969. Céline Vipiana propagierte in den 1970er Jahren, in einer Zeit als Frauen noch vornehmlich Kleider trugen, Blusen zu Röcken und praktisch-elgante Damenmode, die sie „Couture Sportswear“ nannte. In dieser Zeit erfand Richard Vipiana das Logo in Form eines stilisierten Sulky für Céline. Anfang der 1970er Jahre wurde der US-amerikanische Markt erschlossen; eine Boutique auf dem Rodeo Drive öffnete 1976. Lässig-elegante Sportswearmode für Damen aus Paris verkaufte sich in den USA sehr gut. 1973 waren in Anlehnung an die Form der Glieder der Ketten-Absperrung um den Arc de Triomphe herum zwei gegenüberliegende C's als Logo etabliert worden, welches bis heute verwendet wird.
Der Dior-Eigner Bernard Arnault erwarb Céline 1987 für 2,7 Mrd. Franc, schloss die Gründer-Familie Vipiana aus dem Unternehmen aus und setzte die Architektin Peggy Huynh-Kinh als Chefdesignerin ein. Von 1994 bis 1996 wurde die Marke in den LVMH-Konzern integriert, den Arnault seit 1989 leitete. 1996 wurde das Damenparfüm Magic lanciert. In den 1990ern existierte eine Herrenmodelinie namens Céline Homme mit Konfektionsware, die 1997 eingestellt wurde.
1997 wurde der amerikanische Modedesigner Michael Kors von Arnault bei Céline als Chefdesigner angestellt und verlieh der Marke bspw. durch die Assoziation mit Hollywood-Stars neuen Glanz. Die von Kors gestalteten Céline-Handtaschen, darunter die Modelle Boogie und Poulbot, wurden weltweit zu Kassenschlagern. Unter Kors wurden zudem weitere Céline-Parfüms für Damen und Herren auf den Markt gebracht: Céline (2001), Fever (2004) etc. 2004 übernahm der Italo-amerikanische Modedesigner Roberto Menichetti, der die Marke Burberry zuvor wieder auf Kurs gebracht hatte, die kreative Leitung bei Céline. Die Marke verlor in der Folge wieder an Anziehungskraft bei der jungen, weiblichen Zielgruppe. 2005  wurde noch unter Menichetti, der das Unternehmen im gleichen Jahr wieder verließ, die Miss Céline Zweitlinie eingeführt (inzwischen eingestellt). Auf Menichetti folgte die kroatische Stylistin Ivana Omazić als Chefdesignerin, welche auch nicht an Kors' Erfolge anknüpfen konnte. 2006 wurde Golfmode von Céline lanciert.
2008 übernahm die britische Modedesignerin Phoebe Philo die Nachfolge von Omazić. Für Philo, die zuvor hoch gelobte Design-Arbeit bei Chloé geleistet hatte, wurde ein Céline-Atelier in London eingerichtet. Philo leitete einen radikalen Neustart bei Céline ein und ließ alle Bestände der alten Kollektionen entfernen. Das Parfümgeschäft, das in den frühen 2000er Jahren aus mäßig erfolgreichen Damen- und Herrendüften bestanden hatte, wurde komplett eingestellt. Unter Philo wurden die Verkaufspreise für Céline-Artikel erhöht, die Absatzzahlen stiegen wieder an, und Céline-Mode wurde minimalistischer, eleganter, cooler und moderner. Zu Philo's Verdiensten gehört zudem der Ausbau des lukrativen Accessoire-Geschäfts, beispielsweise durch die Lancierung von hochpreisigen It-Bags ab 2010. Für ihre Leistung bei Céline wurde Philo 2010 vom British Fashion Council als Designerin des Jahres ausgezeichnet. Ende Dezember 2017 verkündete Céline, dass Philo gekündigt habe.
Ende Januar 2018 gab das Modehaus bekannt, dass Hedi Slimane ab 1. Februar 2018 die Rolle des „Artistic, Creative und Image Director“ bei Céline übernehmen werde. Unter Slimane werden unter anderem eine Couture-Linie, eine Herrenmodenkollektion und neue Parfüms von Céline lanciert. Im Herbst 2018 veränderte Slimane den Markenauftritt des Hauses und strich den Accent aigu aus dem Firmennamen.
Céline besaß schon Ende der 1980er Jahre über 85 Boutiquen weltweit. Zum Stand 2010 waren es in Europa, Nordamerika, dem Nahen Osten sowie Japan und China ca. 130 Céline-Geschäfte. Seit Ende 2017 besteht ein Ladengeschäft in München. Zu den bestverkauften Produkten gehören seit Ende der 2000er Jahre unter anderem die hochpreisigen Handtaschen Trapèze, Luggage und Trio. Für die begehrten Handtaschenmodelle des Hauses bestehen zum Teil Wartelisten. Seit 2014 befindet sich die Pariser Zentrale von Céline in dem Stadtpalais Hôtel Colbert de Torcy auf der Rue Vivienne nahe der Bourse. Für 2018 wurde ein Onlineshop auf der eigenen Webseite angekündigt. 2010 wurde der Umsatz der Marke Céline auf 200 Millionen Euro geschätzt; 2017 waren es 700 bis 800 Millionen Euro (LVMH veröffentlicht für seine Marken keine Einzelumsätze). CEO von Céline waren ab 2000 der Arnault-Vertraute Jean-Marc Loubier, ab 2006 der LVMH-Manager Serge Brunschwig, ab 2008 der Italiener Marco Gobbetti und seit 2017 die Französin Séverine Merle.